# Podkamenná Tunguska

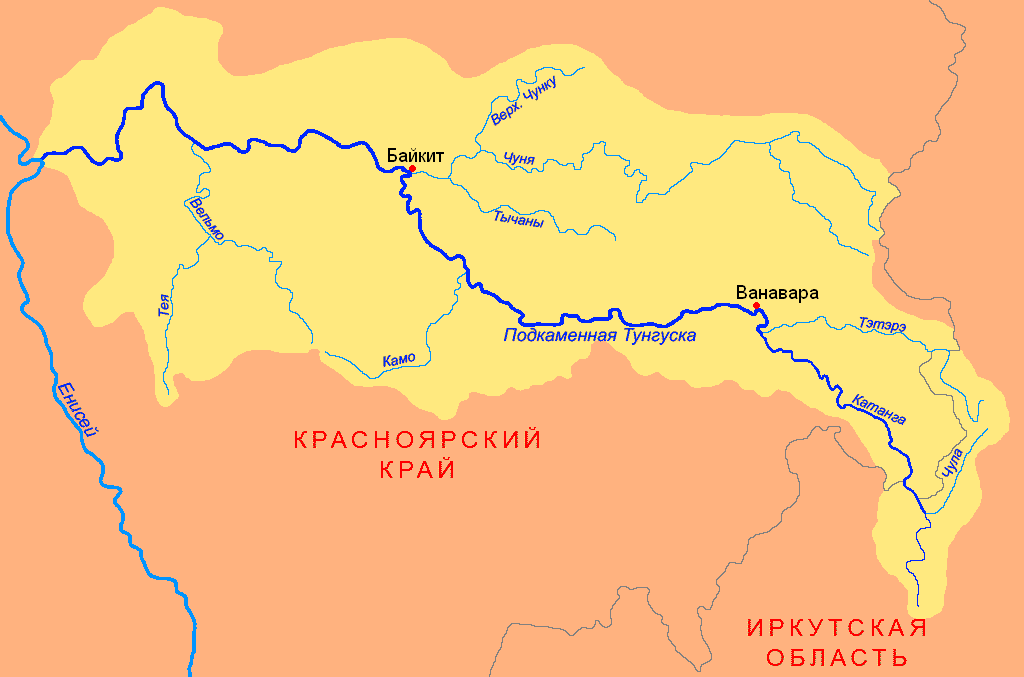
Podkamenná Tunguska na mapě Krasnojarského kraje

Podkamenná Tunguska (rusky Подкаменная Тунгуска) je řeka v Krasnojarském kraji a v Irkutské oblasti v Rusku. Je známá také pod jmény Čulakan (Чулакан) a Prostřední Tunguska (Средняя Тунгуска). Je dlouhá 1 865 km. Povodí řeky má rozlohu 240 000 km².

## Průběh toku
Pramení v Angarském hřbetu. Na horním toku teče pod jménem Katanga (Катанга) v široké a hluboké dolině, která se od ústí Tetere zužuje a vstupuje do oblasti lávových hornin. V korytě se nacházejí četné peřeje a říční prahy (Dolní, Oron, Čambinský, Panolický, Mirjuginský, Děduška, Vilminské). Rychlost toku je na prazích 3 až 4 m/s. Ve vzdálenosti 250 km od ústí dosahuje dolina šířky 20 až 23 km a v korytě se nachází mnoho peřejí. Ústí zprava do Jeniseje.

### Přítoky
- zprava – Tetere, Čuňa
- zleva – Kamo, Velmo

## Vodní režim
Zdrojem vody jsou sněhové (60%) a dešťové (16%) srážky a také podzemní voda (24%). Nejvyšších vodních stavů dosahuje od začátku května do konce června a na dolním toku až do začátku července. Poté nastává až do října letní období nízkého stavu vody, které je přerušeno jednou až čtyřmi povodněmi, kdy se úroveň hladiny zvedne až o 5,5 m. Průměrný průtok vody v ústí činí 1 750 m³/s, největší dosahuje 35 000 m³/s a nejmenší v zimě 3 až 15 m³/s. Led se objevuje v polovině října a 7 až 16 dní trvá než řeka zamrzne, přičemž se tvoří ledové zátarasy. Zamrzá na konci října a rozmrzá v polovině května. Rozmrzání trvá 5 až 7 dní na horním toku a 10 dní na toku dolním a probíhá velmi bouřlivě, když u ledových zátarasů stoupá úroveň hladiny až o 29,7 m.

## Využití
Vodní doprava je možná v délce 1 146 km. Velké lodě se dostanou v květnu a červnu až do Bajkitu (571 km), výše pak plují kutry a barže. Na řece leží města Vanavara, Bajkit a Podkamennaja Tunguska.

## Tunguská událost
V okolí řeky došlo 30. června 1908 k mimořádně silnému výbuchu, který zaznamenaly seismografy po celém světě. Exploze, známá jako tunguská událost či tunguský meteorit, byla natolik silná, že v oblasti přibližně 2000 km² vyvrátila a přelámala kolem 60 milionů stromů. Místo objevil až o 20 let později Leonid Kulik, který provedl rozsáhlý výzkum, z něhož čerpají odborníci dosud. Nicméně zatím se nepodařilo příčinu výbuchu přesvědčivě vysvětlit. Většina vědců se přiklání k teorii, že šlo o rozpad kosmického tělesa ve výšce asi 5 až 10 km nad zemským povrchem.